# UTC-10
UTC−10 è un fuso orario, in ritardo di 10 ore sull'UTC.

## Zone
È utilizzato nei seguenti territori:
- Nuova Zelanda:
  -  Isole Cook
- Polinesia francese:
  -  Territorio delle Isole del Vento
  -  Territorio delle Isole Sottovento
  -  Territorio delle Isole Australi
  -  Territorio delle Isole Tuamotu-Gambier (solo le prime)
- Stati Uniti:
  -  Alaska
    -  Distretto non organizzato
      -  Census Area delle Aleutine occidentali (eccetto il Comune di Unalaska e il Comune di Nikolski)
      -  Census Area di Nome (solo il Comune di Savoonga e il Comune di Gambell)

  -  Hawaii
  - Territorio dell'Atollo Johnston

L'atollo di Johnston è un isolotto disabitato nell'Oceano Pacifico parte delle Isole minori esterne degli Stati Uniti, per questo il fuso orario è utilizzato dalle squadre scientifiche o militari che vi risiedono saltuariamente.

## Geografia
UTC−10 corrisponde a una zona di longitudine compresa tra 142,5° W e 157,5° W e l'ora utilizzata corrispondeva all'ora solare media del 150º meridiano ovest. Se è possibile utilizzarlo per le acque internazionali, comprese tra questi due meridiani, la maggior parte delle terre emerse interessate ha un fuso orario diverso: la parte continentale dell'Alaska utilizza UTC−9 e le isole della Linea (Kiribati) UTC+14.
Infatti, la maggior parte delle terre che utilizzano UTC−10 sono situate in zone che corrispondono potenzialmente ad altri fusi orari: è il caso delle Aleutine, Hawaii e Tokelau, molto vicine alla linea di cambiamento di data. L'ora solare media locale dell'isola Attu, la più occidentale delle Aleutine, è vicina a UTC−10:30, quella dell'atollo di Kure, al limite dell'arcipelago di Hawaii, si avvicina a UTC−10:00, quella degli atolli più orientali delle Tuamotu è quasi UTC−9:00.
Negli Stati Uniti, il fuso orario è chiamato Hawaii-Aleutian Standard Time (HST o HAST).

## Ora legale
Le Isole Aleutine e l'Isola San Lorenzo sono le sole zone di UTC−10 a utilizzare l'ora legale, passando a UTC−9.
Reciprocamente, nessun territorio che usa l'ora legale si ritrova a UTC−10.

## Storia
Le isole della Linea, a Kiribati, utilizzavano UTC−10 fino alla fine del 1994 e passarono direttamente a UTC+14 saltando il 31 dicembre 1994.